# Lucantonio Giunti
Lucantonio Giunti, o Giunta, noto anche come Lucantonio il Vecchio (Firenze, 1457 – Venezia, 3 aprile 1538), è stato un editore e tipografo italiano, pioniere ed esponente di rilievo dell'arte della stampa italiana del XVI secolo. È stato inoltre uno dei primi stampatori a praticare il commercio dei libri su scala internazionale, ottenendo considerevoli risultati.

## Biografia

### Infanzia
Il padre di Lucantonio, Giunta Giunti, o Giunta di Biagio (1407 circa - 1471), era un tessitore di panni di lana, mestiere tramandato dai suoi antenati.
Secondo il catasto fiorentino del Quattrocento, la famiglia Giunti rientrava in una categoria economica modesta ma non povera. Documenti conservati presso l’Archivio di Stato di Firenze datati prima del 1450 attestano la vendita di un vigneto di proprietà della famiglia e il successivo acquisto di una casa dentro le mura della città nell'attuale quartiere di Ognissanti, vicino alla Chiesa di Santa Lucia sul Prato. Dai documenti risulta che nella casa abitassero i sette figli di Giunta, mentre il padre per svolgere l'attività di tessitore risiedeva in un'altra casa fuori delle mura, assieme al fratello, alle rispettive mogli e alle figlie. L’industria della lana aveva conosciuto a Firenze un progressivo declino nel corso del Quattrocento, evento che, assieme alla morte del padre, avvenuta nel 1471, portò Lucantonio a trasferirsi assieme al fratello Bernardo nel 1477 a Venezia.

### Dal 1477 al 1491
Lucantonio arriva a Venezia appena ventenne nel 1477 con il fratello Bernardo. Apre una bottega nella quale vende fogli di carta in diversi formati (per lettera, da rilegare, per le cancellerie, ecc.). Solo tre anni dopo è già commerciante di libri, attività fiorente a Venezia più che in ogni altra città italiana. Nonostante il trasferimento a Venezia, Lucantonio mantiene saldi rapporti con la sua città natale, ricevendo nel 1514 l'attestazione di cittadinanza.
L'attività di editore incomincia nel 1489 con la pubblicazione di un'edizione dell'Imitazione di Cristo attribuita a Giovanni Gerson, nella versione volgarizzata circolante nell'Italia settentrionale, differente da quella fiorentina preesistente. La sua seconda pubblicazione furono le opere di Ovidio. Per entrambe le edizioni si servì del tipografo parmense Matteo Capcasa, firmandosi come Luca Antonio fiorentino. Seguì una Vita di S. Girolamo, in lingua volgare, traduzione di anonimo della Vita Hieronymi dello Pseudo Eusebio.
Nel 1490 Lucantonio, ispirato dalla Bibbia di Colonia di Heinrich Quentell, realizzò la sua prima Bibbia istoriata, arricchendo la traduzione italiana realizzata da Nicolò Malermi, biblista e abate camaldolese di origine veneziana, con numerose xilografie. Si trattò della prima edizione della Bibbia del Malermi dotata di un frontespizio. Fu anche la prima illustrata, con 208 xilografie nel primo volume e 176 nel secondo. Le immagini formano un corpus iconografico che, sebbene realizzato da diverse botteghe e incisori al servizio di Lucantonio Giunta, possiede una propria uniformità espressiva, nel comune registro stilistico di tono popolare, e contribuì in modo sostanziale a rendere l'opera uno dei capolavori editoriali del Quattrocento. 
Gli incisori chiamati a realizzare la Bibbia giuntina si servirono di diversi modelli, tra cui la Vulgata con le Postillae di Niccolò di Lira (1270 – 1340), edita da Ottaviano Scoto nel 1489, e le diverse Bibbie stampate da Quentell a Colonia.
Dal 1491 in poi l'attività andò crescendo senza sosta fino alla morte di Lucantonio, raggiungendo, secondo gli Annali del Camerini, 410 titoli. 
Nel 1491 Lucantonio sposò Francesca di Soldano di ser Francesco di Cepparello, di illustre famiglia fiorentina, dalla quale ebbe quattro figli, di cui due maschi (Tommaso e Giovanni Maria) e due femmine.

### La prima società (1491-1510)
Assieme al fratello Filippo, il 22 agosto 1491 Lucantonio costituì una società a fini editoriali. Anche il fratello Filippo era già avviato nel commercio a Firenze: infatti, dopo aver lavorato come apprendista nella bottega del famoso orefice Antonio Pollaiuolo, da qualche anno esercitava l'attività di cartolaio. Filippo nel 1489 aveva stipulato un contratto d'affitto con la badia fiorentina, cioè il convento benedettino di S. Maria, nella zona dove erano ubicati la maggior parte di coloro che esercitavano mestieri relativi alla carta o ai libri, per una bottega "a uso di chartoleria", all'angolo tra via del Proconsolo e via dei Pandolfini, di fronte alle Scalee di Badia. Con la costituzione della nuova società Lucantonio riuscì ad assicurarsi nuove possibilità di smercio librario sul mercato di Firenze. Inoltre, consapevole delle motivazioni del successo editoriale di Aldo Manuzio, dovuto alla stampa di testi di autori greci e latini, studiò un modo per eludere le severe leggi veneziane.

Il governo veneziano proteggeva i propri editori dalla pirateria libraria, promulgando precise leggi, le quali però non avevano efficacia a Firenze. Intuita la falla nella legislazione veneziana, a Lucantonio bastava far copiare al fratello Filippo le edizioni di Manuzio, senza correre alcun rischio, avvalendosi anche dell’assistenza di umanisti correttori. Così facendo Lucantonio riuscì a trarre profitti sia dalla vendita dei suoi libri pubblicati a Venezia, sia sulla vendita di quelli pubblicati da suo fratello a Firenze. Più volte Aldo Manuzio si lamentò del comportamento di Lucantonio, segnalando prima ai lettori le contraffazioni giuntine, arrivando a criticare il cattivo odore della carta che usava, definendo la sua fine, bianca, solida, collata tanto che vi si può scrivere sui margini. Il libro mastro della badia, nel giugno 1490, registra la fornitura di miniature e legature da parte del Giunti con un capitale di 4500 fiorini, al quale ciascuno dei due fratelli contribuì in uguale parte. Ciò nonostante, al termine di cinque anni, tre quarti del ricavato andarono a Lucantonio, il quale aveva un'attività più avviata e quindi maggiori possibilità di moltiplicare il capitale iniziale. 

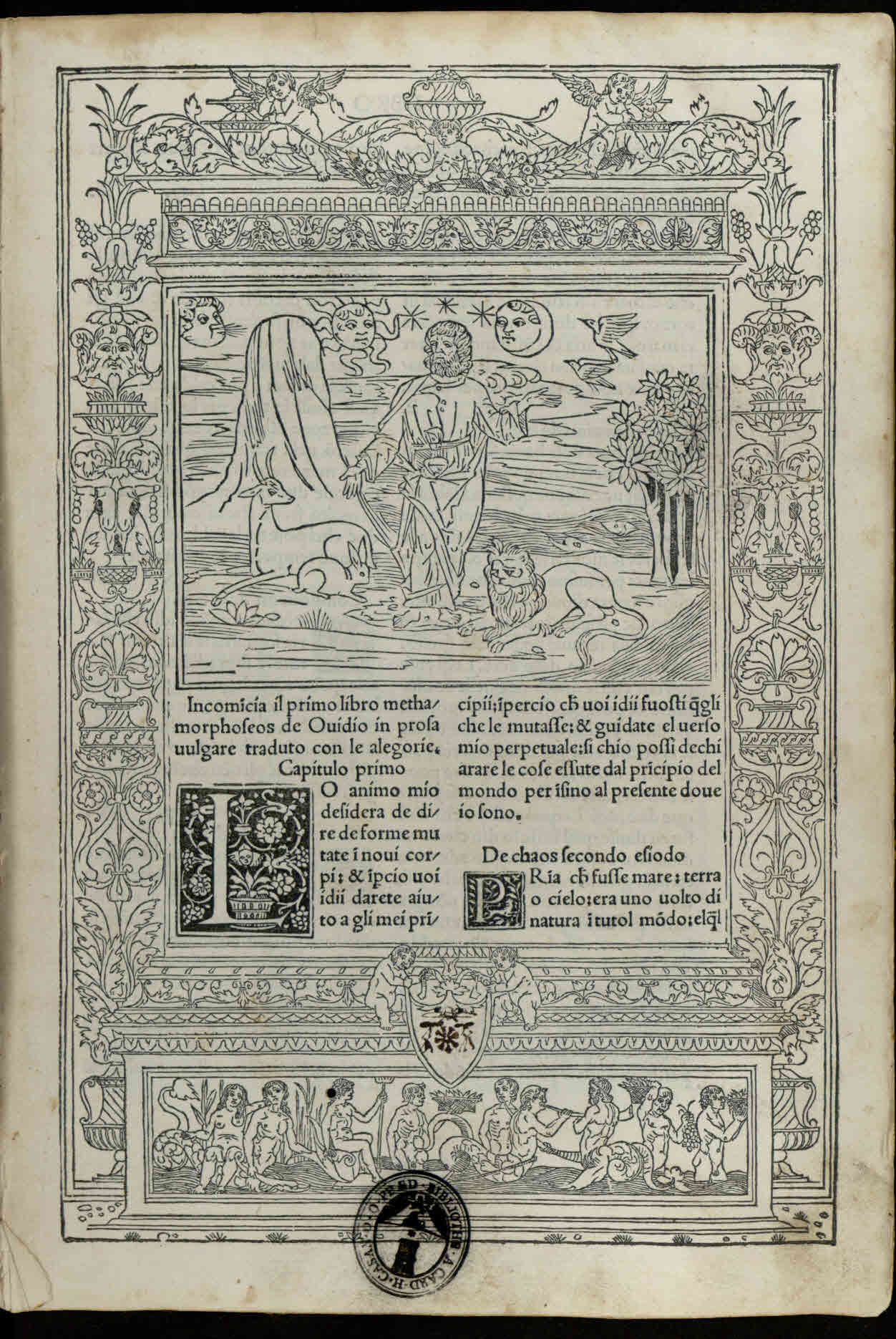
Metamorphoses, per Zoane Rosso Vercellese ad instantia del nobile homo miser Lucantonio Zonta fiorentino (Venezia, 1497).

Nel 1497, in occasione della stampa delle Metamorfosi di Ovidio, Lucantonio dimostrò grande capacità di adattamento agli imprevisti. Mentre lavorava alla correzione delle bozze si accorse della presenza di alcune immagini di nudo femminile: le espunse prontamente dal testo finale, evitando così la scomunica da parte del patriarca di Venezia.
Lucantonio seguì tre linee guida, che si sarebbero rivelate le giuste scelte per una forte crescita editoriale:
1. Si specializzò in un settore. Scelse quello liturgico, prediligendo Bibbie, breviari, salteri, messali, graduali, antifonari e altri, facendo crescere in breve tempo le edizioni pubblicate, scelta mirata ad una fetta di mercato molto ampia, facendo aumentare le tirature, assicurando un rientro di capitale immediato,[3] perché i chierici non impiegavano molto tempo nel saldo degli acquisti;
2. Si dedicò alla stampa di libri accademici in grande quantità, mirata principalmente a giuristi e medici ed alla stampa di testi di natura umanistica, prevalentemente in lingua latina[2];
3. Rivelò il suo spirito imprenditoriale diversificando i fornitori. Invece di legarsi a un solo tipografo, si rivolse a tipografi diversi per le diverse commissioni. Così poté spuntare di volta in volta prezzi più bassi;

Nel 1499 Lucantonio acquistò una propria tipografia. La rapida crescita dell’impresa editoriale lo indusse a chiedere aiuto al figlio del fratello Biagio, il nipote Giuntino. Egli si trasferì a Firenze per svolgere funzioni di assistenza a Lucantonio, in contabilità, nelle cause legali e nelle liti familiari. Dopo dieci anni di ottimi affari, il 1º marzo 1510 la società si sciolse, con i conseguenti problemi legati alla liquidazione e l'insorgere di forti contrasti sulla divisione degli introiti tra i due soci. I contrasti si trascinarono fino al 1517, quando fu deciso un arbitrato da parte di un nipote dei due contendenti, Giuntino Giunti. Lucantonio e Filippo ottennero l'equa spartizione dei realizzi pari a 19 909 fiorini relativi agli ultimi nove anni di attività.

### La seconda società (1517-1521)
Una volta liquidato Filippo, Lucantonio formò subito una nuova società con lo stesso Giuntino, che ebbe inizio il 1º marzo 1517. Giuntino era già stato presente sul mercato come libraio e, come editore in proprio, era stato attivo nel triennio 1508-1511. Nei primi quattro anni di attività (1517-1521) la società riscosse un notevole successo.
Giuntino utilizzava la stessa marca tipografica di Andrea Torresano, aggiungendo le sue iniziali ("Z. F.", per Zontino Fiorentino, e "Z. Z.", per Zontino Zonta). Esercitò in numerose e importanti occasioni la funzione di rappresentante e fiduciario per conto della famiglia, apparendo spesso come negoziatore di partite di libri, anche a Firenze.
La società con Lucantonio continuò fino alla morte di Giuntino, avvenuta nel 1521. Anche in questo caso vi furono notevoli problemi di divisione dei capitali tra Lucantonio e gli eredi del defunto.

### L'internazionalizzazione del marchio
Nel secondo decennio del XVI secolo, il commercio librario dei Giunti vide una grande espansione. Nel 1513 il nipote di Lucantonio, Giovanni Giunti, secondo figlio di Filippo, si recò in Spagna come agente dello zio, stabilendosi prima a Siviglia, poi a Salamanca e quindi a Burgos.
Qualche anno più tardi, nel 1519, Lucantonio mandò a Lione, con 2.000 fiorini in accomandita, Jacobo (1486-1546), figlio di un altro fratello, con lo scopo di entrare nel commercio librario lionese “et in ogni altra mercatantia come parrà a detto Jacobo”. Era previsto che il contratto avesse una durata minima di cinque anni, ma una clausola ne permetteva l'automatico rinnovo in mancanza di un'esplicita disdetta, da presentarsi anticipatamente nel quinto anno dalla stipula o dall'ultimo rinnovo.
Nello stesso periodo un Iacopo, fratello di Giuntino, si recò a Roma dove aprì una libreria nel quartiere Parione, vicino a Campo de' Fiori e, seguendo probabilmente le direttive di Lucantonio, si impegnò prima nella vendita di libri e in seguito anche nella loro stampa e pubblicazione.

### L'eredità
Lucantonio Giunti morì a Venezia il 3 aprile 1538.
Tra i successori di Lucantonio sono da ricordare innanzitutto i due figli, Tommaso e Giovanni Maria, poi il nipote Lucantonio il Giovane (figlio di Giovanni Maria), che diresse la ditta di famiglia dal 1566 al 1600. I livelli di produzione della stamperia Giunti di Venezia rimasero elevati fino alla metà del XVI secolo; successivamente si ridussero, anche a seguito di un fallimento e di un incendio.
Dopo la morte di Tommaso, figlio di Lucantonio il Giovane rimasto senza eredi maschi, la stamperia veneziana passò a Modesto, figlio di Filippo il Giovane, venendo così rilevata dal ramo fiorentino della famiglia. Tale attività scomparve a sua volta verso il 1670.

La stamperia spagnola fu attiva fino al 1628. Alla fine del XVI secolo era stato chiuso anche lo stabilimento lionese.

## Collaboratori
Lucantonio non ebbe officina tipografica fino al 1499/1500. Fino ad allora svolse un'intensa attività commerciale, servendosi dei seguenti tipografi, ai quali ricorse occasionalmente anche in seguito: 
- Matteo Capcasa (sei volte, una come coeditore);
- Giovanni Ragazzo (tre volte);
- Giovanni Rosso di Vercelli (cinque volte);
- Johann Emerich da Spira (trentuno volte; nel 1506 con alcuni soci);
- Giovanni Capcasa (una volta);
- Filippo Pincio da Mantova (due volte);
- Pietro Quarengi (due volte);
- Cristoforo de Pensis da Mandela (tre volte);
- Giacomo Pencio di Lecco (cinque volte);
- Bartolomeo Zanni (tre volte);
- Agostino Zanni (due volte);
- Bernardino Benagli (una volta);
- Gregorio de' Gregori (tre volte);
- Giorgio Rusconi (una volta);
- Guglielmo da Fontaneto in Monferrato (due volte);
- Cesare Arrivabene (una volta);
- Iacopo da Borgofranco nel Pavese (una volta);
- Aurelio Pincio (cinque volte);
- Giovanni da Padova (una volta);
- Venturino Ruffinelli (una volta).

## Altre firme
Nel corso della sua carriera editoriale, Lucantonio ha edito 410 volumi, a lui sono legate le seguenti firme:
- Luceantonius de Gionta
- Luceantonius De Giunta
- Lucas Antonius de Giuntis
- Lucantonio Degionta
- Lucantonio Deionta
- Lucantonio Dezunta
- Lucantonio Fiorentino
- Lucantonius Florentinus
- Lucas Antonius Florentinus
- Luc Antoine Giunta
- Lucantonio Giunta
- Lucas Antonius Giunta

- Luca-Antonio Giunta
- Luca-Antonio Giunti
- Luc'Antonio Giunti
- Lucaantonius Iunta
- Lucæantonius Iunta
- Lucaantonius Junta
- Luce Antonius Junta
- Luceantonius Junte
- Lucantonio de Zonta
- Lucas Antonius de Zontis
- Lucantonio de Zunta

## Marche tipografiche
Nel corso della sua carriera di editore e stampatore Lucantonio ha utilizzato 23 marche tipografiche, cambiando spesso piccoli particolari.
| Immagine | Anno        | Descrizione | Note          |
| -------- | ----------- | --- | ------------- |
|          | 1490        | Giglio fiorentino in rosso e iniziali L. A. in nero entro triplice riquadro.                                                                            | [ N 1 ]       |
|          | 1499 - 1500 | Giglio fiorentino e iniziali L. A. in triplice riquadro rettangolare.                                                                                   | [ N 2 ]       |
|          | 1501 - 1519 | Giglio fiorentino e iniziali L.A. in duplice riquadro.                                                                                                  |               |
|          | 1501 - 1523 | Giglio fiorentino e iniziali L. A. in triplice riquadro.                                                                                                |               |
|          | 1504 - 1509 | Giglio fiorentino e iniziali L. A. in duplice riquadro.                                                                                                 |               |
|          | 1506 - 1516 | Giglio fiorentino e iniziali L. A. in duplice riquadro con motto 1) Soli Deo honor, & gloria; 2) Non nobis domine non nobis, sed nomini tuo da gloriam. |               |
|          | 1510        | Giglio fiorentino e iniziali L. A. in cornice. | [ 20 ] [ 21 ] |
|          | 1511 - 1513 | Giglio fiorentino e iniziali L. A. in duplice cornice.                                                                                                  |               |
|          | 1513        | Giglio fiorentino e iniziali L. A. in duplice cornice.                                                                                                  |               |
|          | 1519 - 1536 | Giglio fiorentino e iniziali L. A. |               |
|          | 1519 - 1537 | Giglio fiorentino e iniziali L. A. in duplice cornice.                                                                                                  |               |
|          | 1522        | Giglio fiorentino e iniziali L. A. nella cornice del frontespizio.                                                                                      |               |
|          | 1522 - 1537 | Giglio fiorentino e iniziali L. A. in duplice cornice.                                                                                                  |               |
|          | 1523 - 1553 | Giglio fiorentino e iniziali L. A. in triplice riquadro rettangolare.                                                                                   |               |
|          | 1524 - 1538 | Giglio fiorentino e iniziali L. A. in duplice cornice.                                                                                                  |               |
|          | 1531 - 1533 | Giglio fiorentino con iniziali L. A. circondato da ghirlanda con putti.                                                                                 |               |
|          | 1531 - 1536 | Giglio fiorentino con iniziali L. A. circondato da ghirlanda con putti.                                                                                 |               |
|          | 1531 - 1537 | Giglio fiorentino con iniziali L. A. circondato da ghirlanda con putti.                                                                                 |               |
|          | 1531 - 1537 | Giglio fiorentino con iniziali L. A. circondato da ghirlanda con putti.                                                                                 |               |
|          | 1534 - 1537 | Giglio fiorentino con iniziali L. A. circondato da ghirlanda con putti.                                                                                 |               |
|          | 1535 - 1537 | Giglio fiorentino con iniziali L. A. circondato da ghirlanda con putti.                                                                                 |               |
|          | 1535-1564   | Giglio fiorentino su un basamento sostenuto da due satiri. Ai lati iniziali L.A. in cornice figurata.                                                   |               |
|          | 1536        | Giglio fiorentino circondato da ghirlanda con putti. |               |
|          | 1536 - 1537 | Giglio fiorentino con iniziali L. A. circondato da ghirlanda con putti.                                                                                 |               |

### Esplicative
1. ↑  Sta in: Nicolo de Mallermi, Biblia vulgare istoriata, Stampata ne lalma citta de Venetia, per Giovanne Ragazo a instantia di Luchantonio di Giunta Fiorentio, sotto gli anni de la nostra redentione M.CCCCLXXXX a di XV de Octubrio,  c. M6r.
2. ↑  Specifiche della marca tipografica in uso nel 1499 - 1500 [19] Tale marca è stata utilizzata nell'opera 
  - Graduale secundum morem sancte Romane ecclesie integrum & completum videlicet dominicale, sanctuarium, commune & cantorinum siue kyriale... Correctum per fratrem Franciscum de Brugis ordinis minorum de obseruantia. Tomo - Impressum Venetijs : impensis Luceantonij de giunta florentini, arte Ioannis emerici de Spira 1499-1500.

### Bibliografiche
1. 1 2 3 4  Ceresa.
2. 1 2 3 4   Laura Lepri, Del denaro o della gloria, Edizioni Mondadori, 2012, ISBN 978-88-520-2846-5. URL consultato il 17 maggio 2017.
3. 1 2 3   I Giunti di Firenze: Editori del Cinquecento in Italia, Francia e Spagna (PDF), su bibliotecheoggi.it. URL consultato l'11 maggio 2017.
4. ↑   A. A. Renouard, Notice sur la famille des Juntes, Annales de l'Imprimérie des Aldes, Parigi, 1834.
5. ↑  Secondo Ceresa, l'attività editoriale sarebbe iniziata nel 1484, proprio con l'edizione dell'Imitatio Christi, che però con quella data non esiste in opac.sbn.it.
6. ↑  Ioannes Gerson, De immitatione Christi et de contemptu mundi in vulgari sermone, Impressa a Venetia, per Matheo di codeca da Parma, ad instantia de maestro Luca Antonio fiorentino, 1489 adì xxvi de novembrio.
7. ↑  Publii Ovidii Nasonis opera, [Venetiis], Lucantonii Florentini impensa a Matheo Capcasa Parmense accuratissime impressa, 1489 pridie Calendas Ianuarias.
8. ↑   La Bibbia del '500 - Biblia vulgare istoriata [collegamento interrotto], su bibbia.filosofia.sns.it. URL consultato il 20 maggio 2017.
9. ↑   Edoardo Barbieri, Le bibbie italiane del Quattrocento e del Cinquecento. Storia e bibliografia ragionata delle edizioni in lingua italiana dal 1471 al 1600, 2 voll, Milano, Editrice Bibliografica, 1992,  pp. 219-221, ISBN 978-88-7075-257-1.
10. ↑   Ida Zatelli, Mino Gabriele, Biblioteca Medicea Laurenziana (Firenze).,Biblioteca Nazionale Centrale di Firenze, La Bibbia a stampa da Gutenberg a Bodoni: Firenze, Biblioteca Medicea Laurenziana, Biblioteca Nazionale Centrale, 8 ottobre-23 novembre 1991, Firenze, Centro Di, 1991.
11. ↑   Publius Ovidius Naso, Ovidio Metamorphoseos Vulgare, a cura di Giovanni Bonsignori, Stampato in Venetia, Lucantonio Giunta, 1501-1598, Giovanni Rosso -1519, 1497. URL consultato il 20 maggio 2017.
12. ↑  17. asf, Notarile antecosimiano, b. 16281, Antonio di Parente, 1515-1517, cc. 286v-291v (pubblicato in Paolo Camerini, Annali dei Giunti, cit., vol. I, pp. 37-43).
13. ↑  Ottone, p. 45.
14. ↑  1 Archivio di stato di Firenze, Mercan- zia, 10831, c. 179r.
15. ↑  (EN) Angela Nuovo, The Development of Commercial Networks, in The Book Trade in the Italian Renaissance - Library of the Written Word - The Handpress World, Brill, 2013,  p. 54, ISBN 978-90-04-20849-0. URL consultato il 17 maggio 2017.
16. ↑  Ottone, p. 47.
17. ↑   Prospetto editore, su edit16.iccu.sbn.it. URL consultato il 12 maggio 2017.
18. ↑   Marchi di Lucantonio Giunti, su edit16.iccu.sbn.it. URL consultato il 12 maggio 2017.
19. ↑  Gli Annali dei Giunti, pp. 99 a 100.
20. ↑   Descrizione Logo 1510, su edit16.iccu.sbn.it. URL consultato il 12 maggio 2017.
21. ↑   Marca 1510, su edit16.iccu.sbn.it. URL consultato il 12 maggio 2017.